# Języki Ziemi Arnhema
Języki Ziemi Arnhema (ang. Arnhem Land languages) – postulowana rodzina językowa, skupiająca języki używane w dużej części na Ziemi Arnhema, w północnej Australii. Koncepcję tę zaproponował Nicholas Evans w 1997 roku. Tradycyjnie uznane rodziny, mające wejść w skład postulowanej, to:
- buraryjskie
- iwajdżajskie
- giimbijuckie
- kakadu
- umbugurla

Jeżeli propozycja wytrzyma krytykę, będzie drugą lub trzecią pod względem wielkości rodziną językową w Australii, po językach pama-nyungańskich i gunwinyguskich.
Evans zaproponował też rodzinę makrogunwinyguską, odpowiadającą rodzinie nazwanej przez Rebeccę Green w 2003 roku Arnhem languages.
W językach Ziemi Arnhema występują zapożyczenia z języka makasarskiego.